# Риалто
Вижте пояснителната страница за други значения на Риалто.
Риалто (на италиански: Rialto) е квартал на град Венеция в Италия, част от централния район Сан Поло.
Разположен е на западния бряг на Канал Гранде. През 1097 година Риалто е определен за място на пазарите в града и оттогава е търговският и финансов център на Венеция. През XII век е свързан с отсрещния бряг на Канал Гранде с мост, заменен по-късно с днешния мост Риалто.